# Alpa Gun
Alpa Gun, pseudonimo di Alper Sendilmen (Berlino, 4 luglio 1980), è un rapper tedesco, di origini turche.
Fino al 2011 è stato sotto contratto con l'etichetta discografica indipendente Sektenmuzik.

## Discografia

### Album studio
| Anno | Titolo                 | Posizione massima | Posizione massima | Posizione massima |
| Anno | Titolo                 | GER               | AT                | CH                |
| ---- | ---------------------- | ----------------- | ----------------- | ----------------- |
| 2007 | Geladen und Entsichert | 31                | -                 | -                 |
| 2010 | Almanci                | 73                | -                 | 67                |
| 2012 | Ehrensache             | 12                | 23                | 17                |
| 2013 | Alles kommt zurück     | 5                 | -                 | -                 |

### EP
- 2008: Aufstand auf den billigen Plätzen

### Sampler
| Anno | Titolo                  | Posizione massima | Posizione massima | Posizione massima |
| Anno | Titolo                  | GER               | AT                | CH                |
| ---- | ----------------------- | ----------------- | ----------------- | ----------------- |
| 2007 | Sampler 1 → Sektenmuzik | 18                | -                 | -                 |
| 2008 | Sampler 2 → Sektenmuzik | 14                | -                 | -                 |
| 2009 | Sampler 3 → Sektenmuzik | -                 | -                 | -                 |
| 2009 | Die Sekte → Sektenmuzik | 59                | -                 | -                 |

### Singoli
| Anno | Titolo                             | Classifica singoli | Classifica singoli | Classifica singoli |
| Anno | Titolo                             | GER                | AT                 | CH                 |
| ---- | ---------------------------------- | ------------------ | ------------------ | ------------------ |
| 2007 | Ausländer                          | 53                 | -                  | -                  |
| 2007 | Verbotene Liebe (Feat. Muhabbet)   | 89                 | -                  | -                  |
| 2008 | Mein Weg                           | -                  | -                  | -                  |
| 2010 | Meine Bestimmung                   | -                  | -                  | -                  |
| 2012 | Meister aller Klassen              | -                  | -                  | -                  |
| 2012 | Bevor ich geh (Feat. Moe Mitchell) | -                  | -                  | -                  |

### Altre pubblicazioni
- 2005: Gib mir die Flasche (Sido & Harris feat. Alpa Gun)
- 2005: Für Westberlin
- 2005: A-G-G-R-O Teil 5 (B-Tight, Tony D, G-Hot, Fler & Sido feat. Alpa Gun)
- 2006: Backstage Pass (Fler feat. B-Tight & Alpa Gun)
- 2006: Straßenjunge (Sido feat. Alpa Gun)
- 2006: Ich bin ein Rapper (Sido feat. Harris & Alpa Gun)
- 2006: Bergab "Remix" (Sido feat. B-Tight, Kitty Kat, Alpa Gun & G-Hot)
- 2006: Ich bin am Zug (Diss contro Shok Muzik)
- 2006: Mein Befehl
- 2007: Bei uns im Westen (Greckoe feat. Alpa Gun) → Ein Level weiter (Album)
- 2007: Was is Beef?! (Fler feat. Sido & Alpa Gun)
- 2007: Das ist los! (Fler feat. Alpa Gun & Bass Sultan Hengzt)
- 2007: Gift & Galle (Godsilla feat. Snaga & Alpa Gun)
- 2008: Nicht wie ihr → Freetrack
- 2008: Schule (Sido feat. Alpa Gun & Greckoe)
- 2008: Könnte ich (B-Tight feat. Alpa Gun)
- 2008: Ghettopräsident 2 (Automatikk feat. Alpa Gun, Sido & Bass Sultan Hengzt)
- 2009: Myspace Exclusive (Alpa Gun feat. Big Baba)
- 2009: Für jeden (Sido feat. B-Tight & Alpa Gun)
- 2009: Big Boss
- 2009: Die Kohle (Harris feat. Alpa Gun) → Freetrack
- 2010: Die Stimme der Straße → Freetrack
- 2010: Meine Stadt (Juvel feat. Alpa Gun, Azad & Manuellsen)
- 2010: Faust hoch (Menowin Fröhlich feat. Alpa Gun)
- 2010: Ghettokriminalität (Big Baba feat. Alpa Gun) → Intensivtäter (Album)
- 2010: Wir übernehmen (Big Baba feat. Alpa Gun) → Intensivtäter (Album)
- 2011: Tribut → Freetrack
- 2012: Alles Filme (Pa Sports feat. Alpa Gun) → Vom Glück zurück (Album)
- 2012: Loyalität (Fler feat. G-Hot & Alpa Gun) → Hinter blauen Augen (Album)
- 2013: Das jüngste Gericht (PA Sports feat. Alpa Gun & Moe Mitchell) → Machtwechsel (Album)

### Dissing
- 2007: Schluss mit dem U(n)fuk (Diss verso Shok Muzik)
- 2008: Frohe Weihnachten (Sido & Alpa Gun - Diss verso Bushido e Kay One)
- 2009: Punisher (Diss verso Kollegah)